# Коммунистическая партия Приднестровья
Коммунистическая партия Приднестровья (сокращённо КПП) — коммунистическая партия в Приднестровье, которую возглавлял Владимир Гаврильченко. Она была описана как «консервативная» коммунистическая партия, в соответствии с заявлениями Приднестровской коммунистической партии (ПКП).

## Общие сведения
Коммунистическая партия Приднестровья поддерживает тесные контакты с группировками в России. Она была связана с Коммунистической партией Советского Союза во главе с Олегом Шениным и обычно называет себя аббревиатурой КПП-КПСС.
У неё не было представительства в Верховном Совете Приднестровья.
Она поддержала идею независимого государства для Приднестровья и выступила против администрации президента Игоря Смирнова.
У неё не было кандидата на президентские выборы 10 декабря 2006 года, но она поддержала Надежду Бондаренко, кандидата от конкурирующей Приднестровской коммунистической партии, которая получила 8,1 % голосов.
Во время президентских выборов 2011 года Владимир Гаврильченко не баллотировался в президенты сам, а объявил о своей поддержке Игоря Смирнова. Он также вступил в пропрезидентский Народный союз, объединивший 20 различных общественных организаций и гражданских союзов. После того, как результаты первого тура были объявлены 12 декабря 2011 года, и стало очевидно, что исполняющий обязанности президента Игорь Смирнов проиграл выборы, Владимир Гаврильченко с другими сторонниками появился на специальном заседании Народного союза и призвал аннулировать результаты выборов, чтобы изменить состав Центральной избирательной комиссии и ввести чрезвычайное положение в Приднестровье, чтобы дать Смирнову возможность оставаться у власти. Эта акция, тем не менее, не дала результатов, так как Игорь Смирнов решил мирно уйти в отставку. 11 марта 2013 года Владимир Гаврильченко скончался в возрасте 63 лет. После его смерти Коммунистическая партия Приднестровья распалась, и большинство её членов вступили в Приднестровскую коммунистическую партию Олега Хоржана. Должность председателя Коммунистической партии Приднестровья остаётся вакантной с августа 2013 года, и неясно, будет ли партия продолжать существовать.